# جیمز کیوتس (بازیکن فوتبال)
جیمز کیوتس (انگلیسی: James Coutts؛ زادهٔ ۱۵ آوریل ۱۹۸۷) بازیکن فوتبال اهل بریتانیا است.
از باشگاه‌هایی که در آن بازی کرده‌است می‌توان به باشگاه فوتبال گوسپورت بورو، باشگاه فوتبال نیوپورت کانتی، باشگاه فوتبال توتون، باشگاه فوتبال ویموث، باشگاه فوتبال ای‌اف‌سی بورنموث، و باشگاه فوتبال گرایس اتلتیک اشاره کرد.